# Луций Манлий
Луций Манлий (на латински: Lucius Manlius) e римски политик от късната Римска република.

## Биография
Произлиза от фамилията Манлии.
През 79 пр.н.е. той става претор по времето на Луций Корнелий Сула († 78 пр.н.е.). През 78 пр.н.е. – 77 пр.н.е. е проконсул и управител на римската провинция Нарбонска Галия (Трансалпина, днес Южна Франция).
Манлий последва в Нарбонска Галия Гай Валерий Флак. Луций Манлий е убит в Испания в битка с Квинт Серторий. Негов приемник е Марк Емилий Лепид.